# Salmo 45
El salmo 45  es, según la numeración hebrea, el cuadragésimo quinto salmo del Libro de los salmos de la Biblia. Corresponde al salmo 44 según la numeración de la Biblia Septuaginta griega, empleada también en la Vulgata latina. Por este motivo, recogiendo la doble numeración, a este salmo también se le refiere como el salmo 45 (44).
Comienza en inglés en la Versión de la biblia del Rey Jacobo: "Mi corazón está en un buen asunto". En latín, se conoce como " Eructavit cor meum ".  Fue compuesto por los hijos de Koraj en (o "según") el shoshanim, ya sea un instrumento musical o la melodía con la que se debe cantar el salmo. El salmo ha sido interpretado como un epitalamio., o cántico de bodas, escrito a un rey el día de su matrimonio con una mujer extranjera, y es uno de los salmos reales .
El salmo es una parte regular de las liturgias judía , católica , luterana , anglicana y otras liturgias protestantes.

## Antecedentes
La marca del versículo de este salmo en la Versión Estándar Revisada (RSV) difiere de la que se usa en otras traducciones.
Según fuentes judías clásicas, el Salmo 45 se refiere al Mesías judío . Según Metzudot , un comentario judío clásico, el rey mencionado en el versículo 2 es el Mesías judío.
Los eruditos cristianos frecuentemente interpretan el salmo como una profecía mesiánica .  Henry explica que la profecía se refiere a Jesús como futuro rey y novio de la iglesia.  En la Epístola a los hebreos 1: 8–9 , los versículos 6–7 de este salmo se citan como alusiones a Jesús .

## Temas
Shoshanim (rosas) puede referirse a un instrumento musical con forma de rosa ( shoshana en hebreo),  o la melodía con la que se debe cantar el salmo.  Rashi propone que el término se refiere a los eruditos de la Torá e interpreta el resto del salmo de acuerdo con los esfuerzos de los eruditos y la recompensa por el estudio de la Torá .
Dahood afirma que el salmo es un epitalamio , o una canción de bodas, escrita a un rey el día de su matrimonio con una mujer extranjera, y es uno de los salmos reales .  Die Bibel mit Erklärungen afirma que el Salmo 45 es el único ejemplo de poesía profana en los Salmos y fue compuesto y cantado por un juglar o profetas de culto con motivo del matrimonio del rey. En el siglo XIX, Franz Delitzsch argumentó que el poema fue escrito con motivo del matrimonio de Joram de Judá con Atalía , mientras que Alexander Kirkpatrick y Juan Calvino sostuvieron que se refería más bien al matrimonio de Salomón con una princesa egipcia. Charles Spurgeon , sin embargo, rechaza estas interpretaciones, afirmando: "Maschil, una oda instructiva, no un laico ocioso, o una balada romántica, sino un Salmo de enseñanza sagrada, didáctica y doctrinal. Esto prueba que es para ser entendido espiritualmente. Este no es un canto de bodas de nupcias terrenales, sino un Epithalamium para el Novio Celestial y su cónyuge elegido ". Más recientemente, el erudito del Oriente Próximo Charles R. Krahmalkov postula que la boda de Jezabel y Ajab fue la ocasión probable, al leer el versículo 14 originalmente no se refería a una "hija del rey que está dentro", sino a una "hija del rey de los fenicios ( Pōnnīma )".
El versículo 14 en hebreo, "Toda la gloria de la hija del rey está dentro", resume la importancia de tzniut (modestia) en el judaísmo.  El Midrash Tanhuma enseña sobre este verso: "Si una mujer permanece modestamente en casa, es digna de que tanto su marido como sus hijos sean Kohanim Gedolim que visten ropas doradas.

## Texto
La siguiente tabla muestra el texto en hebreo del salmo con vocales, junto con el texto en griego koiné de la Septuaginta  y la traducción al español de la Biblia del Rey Jacobo. Tenga en cuenta que el significado puede diferir ligeramente entre estas versiones, ya que la Septuaginta y el texto masorético provienen de tradiciones textuales diferentes.  En la Septuaginta, este salmo está numerado como Salmo 44.
| #      | Hebreo                                                       | Español | Griego |
| ------ | ------------------------------------------------------------ | --- | --- |
| [ 16 ] | לַמְנַצֵּ֣חַ עַל־שֹׁ֭שַׁנִּים לִבְנֵי־קֹ֑רַח מַ֝שְׂכִּ֗יל שִׁ֣יר יְדִידֹֽת׃                     | (Al músico principal sobre Shoshannim, para los hijos de Korah, Maschil, un canto de amor.)                                          | Εἰς τὸ τέλος, ὑπὲρ τῶν ἀλλοιωθησομένων· τοῖς υἱοῖς Κορὲ εἰς σύνεσιν· ᾠδὴ ὑπὲρ τοῦ ἀγαπητοῦ. -                                        |
| 1      | רָ֘חַ֤שׁ לִבִּ֨י ׀ דָּ֘בָ֤ר ט֗וֹב אֹמֵ֣ר אָ֭נִי מַעֲשַׂ֣י לְמֶ֑לֶךְ לְ֝שׁוֹנִ֗י עֵ֤ט ׀ סוֹפֵ֬ר מָהִֽיר׃    | Mi corazón está en buen asunto: hablo de las cosas que he hecho en relación con el rey: mi lengua es la pluma de un escritor rápido. | ΕΞΗΡΕΥΞΑΤΟ ἡ καρδία μου λόγον ἀγαθόν, λέγω ἐγὼ τὰ ἔργα μου τῷ βασιλεῖ, ἡ γλῶσσά μου κάλαμος γραμματέως ὀξυγράφου.                    |
| 2      | יׇפְיָפִ֡יתָ מִבְּנֵ֬י אָדָ֗ם ה֣וּצַק חֵ֭ן בְּשִׂפְתוֹתֶ֑יךָ עַל־כֵּ֤ן בֵּֽרַכְךָ֖ אֱלֹהִ ֣ים לְעוֹלָֽם׃    | Tú eres más hermoso que los hijos de los hombres; la gracia se derrama en tus labios; por eso Dios te bendice para siempre.          | ὡραῖος κάλλει παρὰ τοὺς υἱοὺς τῶν ἀνθρώπων, ἐξεχύθη χάρις ἐν χείλεσί σου· διὰ τοῦτο εὐλόγησέ σε ὁ Θεὸς εἰς τὸν αἰῶνα.                |
| 3      | חֲגֽוֹר־חַרְבְּךָ֣ עַל־יָרֵ֣ךְ גִּבּ֑וֹר ה֝וֹדְךָ֗ וַהֲדָרֶֽךָ׃                            | Cíñete tu espada sobre tu muslo, oh poderoso, con tu gloria y tu majestad.                                                           | περίζωσαι τὴν ῥομφαίαν σου ἐπὶ τὸν μηρόν σου, δυνατέ, τῇ ὡραιότητί σου καὶ τῷ κάλλει σου                                             |
| 4      | וַהֲדָ֬רְךָ֨ ׀ צְלַ֬ח רְכַ֗ב עַֽל־דְּבַר־אֱ֭מֶת וְעַנְוָה־צֶ֑דֶק וְתוֹרְךָ֖ נוֹרָא֣וֹת יְמִי נֶֽךָ׃    | Y en tu majestad cabalga próspero por la verdad y la mansedumbre y la justicia; y tu diestra te enseñará cosas terribles.            | καὶ ἔντεινον καὶ κατευοδοῦ καὶ βασίλευε ἕνεκεν ἀληθείας καὶ πρᾳότητος καὶ δικαιοσύνης, καὶ ὁδηγήσει σε θαυμαστῶς ἡ δεξιά σου.        |
| 5      | חִצֶּ֗יךָ שְׁנ֫וּנִ֥ים עַ֭מִּים תַּחְתֶּ֣יךָ יִפְּל֑וּ בְּ֝לֵ֗ב אוֹיְבֵ֥י הַמֶּֽלֶךְ׃                  | Tus flechas son afiladas en el corazón de los enemigos del rey; por lo cual los pueblos caen bajo ti.                                | τὰ βέλη σου ἠκονημένα, δυνατέ —λαοὶ ὑποκάτω σου πεσοῦνται— ἐν καρδίᾳ τῶν ἐχθρῶν τοῦ βασιλέως.                                        |
| 6      | כִּסְאֲךָ֣ אֱ֭לֹהִים עוֹלָ֣ם וָעֶ֑ד שֵׁ֥בֶט מִ֝ישֹׁ֗ר שֵׁ֣בֶט מַלְכוּתֶֽךָ׃                     | Tu trono, oh Dios, es eterno y para siempre; el cetro de tu reino es un cetro recto.                                                 | ὁ θρόνος σου, ὁ Θεός, εἰς τὸν αἰῶνα τοῦ αἰῶνος, ράβδος εὐθύτητος ἡ ῥάβδος τῆς βασιλείας σου.                                         |
| 7      | אָהַ֣בְתָּ צֶּדֶק֮ וַתִּשְׂנָ֫א־רֶ֥שַׁע עַל־כֵּ֤ן ׀ מְשָׁחֲךָ֡ אֱלֹהִ֣ים אֱ֭לֹהֶיךָ שֶׁ֥מ ֶן שָׂשׂ֗וֹן מֵחֲבֵרֶֽךָ׃ | Tú amas la justicia y aborreces la maldad; por eso Dios, tu Dios, te ha ungido con óleo de alegría sobre tus compañeros.             | ἠγάπησας δικαιοσύνην καὶ ἐμίσησας ἀνομίαν· διὰ τοῦτο ἔχρισέ σε ὁ Θεὸς ὁ Θεός σου ἔλαιον ἀγαλλιάσεως παρὰ τοὺς μετόχους σου.          |
| 8      | מֹר־וַאֲהָל֣וֹת קְ֭צִיעוֹת כׇּל־בִּגְדֹתֶ֑יךָ מִֽן־הֵ֥יכְלֵי שֵׁ֝֗ן מִנִּ֥י שִׂמְּחֽוּךָ ׃           | Todas tus vestiduras huelen a mirra, aloes y casia, procedentes de los palacios de marfil, con lo que te han alegrado.               | σμύρνα καὶ στακτὴ καὶ κασσία ἀπὸ τῶν ἱματίων σου ἀπὸ βάρεων ἐλεφαντίνων, ἐξ ὧν εὔφρανάν σε.                                          |
| 9      | בְּנ֣וֹת מְ֭לָכִים בְּיִקְּרוֹתֶ֑יךָ נִצְּבָ֥ה שֵׁגַ֥ל לִ֝ימִינְךָ֗ בְּכֶ֣תֶם אוֹפִֽיר׃              | Las hijas de los reyes estaban entre tus mujeres honorables; a tu derecha estaba la reina, vestida de oro de Ofir.                   | θυγατέρας βασιλέων ἐν τῇ τιμῇ σου· παρέστη ἡ βασίλισσα ἐκ δεξιῶν σου ἐν ἱματισμῷ διαχρύσῳ περιβεβλημένη, πεποικιλμένη.               |
| 10     | שִׁמְעִי־בַ֣ת וּ֭רְאִי וְהַטִּ֣י אׇזְנֵ֑ךְ וְשִׁכְחִ֥י עַ֝מֵּ֗ךְ וּבֵ֥ית אָבִֽיךְ׃                  | Escucha, hija, y considera, e inclina tu oído; olvida también a tu pueblo y la casa de tu padre;                                     | ἄκουσον, θύγατερ, καὶ ἴδε καὶ κλῖνον τὸ οὖς σου καὶ ἐπιλάθου τοῦ λαοῦ σου καὶ τοῦ οἴκου τοῦ πατρός σου·                              |
| 11     | וְיִתְאָ֣ו הַמֶּ֣לֶךְ יׇפְיֵ֑ךְ כִּי־ה֥וּא אֲ֝דֹנַ֗יִךְ וְהִשְׁתַּֽחֲוִי־לֽוֹ׃                     | Así el rey deseará grandemente tu belleza, porque él es tu Señor; y adóralo.                                                         | καὶ ἐπιθυμήσει ὁ βασιλεὺς τοῦ κάλλους σου, ὅτι αὐτός ἐστι Κύριός σου,                                                                |
| 12     | וּבַֽת־צֹ֨ר ׀ בְּ֭מִנְחָה פָּנַ֥יִךְ יְחַלּ֗וּ עֲשִׁ֣ירֵי עָֽם׃                           | Y la hija de Tiro estará allí con un regalo; incluso los ricos del pueblo suplicarán tu favor.                                       | καὶ προσκυνήσεις αὐτῷ. καὶ θυγάτηρ Τύρου ἐν δώροις· τὸ πρόσωπόν σου λιτανεύσουσιν οἱ πλούσιοι τοῦ λαοῦ.                              |
| 13     | כׇּל־כְּבוּדָּ֣ה בַת־מֶ֣לֶךְ פְּנִ֑ימָה מִֽמִּשְׁבְּצ֖וֹת זָהָ֣ב לְבוּשָֽׁהּ׃                     | La hija del rey es toda gloriosa por dentro: su vestimenta es de oro labrado.                                                        | πᾶσα ἡ δόξα τῆς θυγατρὸς τοῦ βασιλέως ἔσωθεν, ἐν κροσσωτοῖς χρυσοῖς περιβεβλημένη, πεποικιλμένη.                                     |
| 14     | לִרְקָמוֹת֮ תּוּבַ֢ל לַ֫מֶּ֥לֶךְ בְּתוּל֣וֹת אַ֭חֲרֶיהָ רֵעוֹתֶ֑יהָ מ֖וּבָא֣וֹת לָֽךְ׃              | Ella será llevada al rey con vestidos bordados; las vírgenes, sus compañeras que la siguen, serán llevadas a ti.                     | ἀπενεχθήσονται τῷ βασιλεῖ παρθένοι ὀπίσω αὐτῆς, αἱ πλησίον αὐτῆς ἀπενεχθήσονταί σοι·                                                 |
| 15     | תּ֭וּבַלְנָה בִּשְׂמָחֹ֣ת וָגִ֑יל תְּ֝בֹאֶ֗ינָה בְּהֵ֣יכַל מֶֽלֶךְ׃                          | Con alegría y regocijo serán traídos: entrarán en el palacio del rey.                                                                | ἀπενεχθήσονται ἐν εὐφροσύνῃ καὶ ἀγαλλιάσει, ἀχθήσονται εἰς ναὸν βασιλέως.                                                            |
| 16     | תַּ֣חַת אֲ֭בֹתֶיךָ יִהְי֣וּ בָנֶ֑יךָ תְּשִׁיתֵ֥מוֹ לְ֝שָׂרִ֗ים בְּכׇל־הָאָֽרֶץ׃                   | En lugar de tus padres serán tus hijos, a quienes podrás nombrar príncipes en toda la tierra.                                        | ἀντὶ τῶν πατέρων σου ἐγενήθησαν υἱοί σου· καταστήσεις αὐτοὺς ἄρχοντας ἐπὶ πᾶσαν τὴν γῆν.                                             |
| 17     | אַזְכִּ֣ירָה שִׁ֭מְךָ בְּכׇל־דֹּ֣ר וָדֹ֑ר עַל־כֵּ֥ן עַמִּ֥ים יְ֝הוֹד֗וּךָ לְעֹלָ֥ם וָעֶֽד׃            | Haré que tu nombre sea recordado en todas las generaciones; por eso los pueblos te alabarán por siempre jamás.                       | μνησθήσομαι τοῦ ὀνόματός σου ἐν πάσῃ γενεᾷ καὶ γενεᾷ· διὰ τοῦτο λαοὶ ἐξομολογήσονταί σοι εἰς τὸν αἰῶνα καὶ εἰς τὸν αἰῶνα τοῦ αἰῶνος. |

## Comentarios

### De la iglesia católica

#### A todo el salmo
El Salmo 45 es un canto nupcial dedicado a un rey en el día de su boda con una princesa extranjera. A diferencia del Salmo 44, donde el rey aparece despreciado y humillado, aquí se presenta glorioso, favorecido por Dios y lleno de esplendor. El salmista lo exalta como hermoso, valiente en la batalla, justo en su gobierno y bendecido por Dios. Se le atribuyen cualidades que superan a cualquier monarca histórico de Israel o Judá: su trono es eterno, su reinado justo y su poder victorioso. La reina, por su parte, es exhortada a dejar su pasado y a asumir con dignidad su nuevo rol. Su belleza, su séquito y su honor son también ensalzados. Aunque el texto tiene un carácter claramente profano, por su función en bodas reales, emplea expresiones como “trono eterno” o “nombre recordado por generaciones” que trascienden el contexto inmediato. Estas expresiones llevaron a la tradición bíblica y litúrgica a ver en este salmo una figura del Rey-Mesías. En el Nuevo Testamento, la epístola a los Hebreos lo cita directamente y aplica su contenido a Cristo, reconociéndolo como el verdadero Ungido, Rey eterno y justo. Así, este salmo no sólo celebra una boda real, sino que se convierte en anuncio profético del reinado glorioso del Mesías.

#### A los versículos 1-10
El Salmo 45 expresa con sinceridad y desde lo más profundo del corazón la admiración por el rey, cuya hermosura y sabiduría son vistas como señales visibles de la bendición de Dios. Se resalta su fuerza militar, simbolizada por la espada, y su capacidad de gobierno justo, representada por el cetro. El trono eterno del rey alude a la promesa hecha por Dios a David de una dinastía perpetua, fundamento de la esperanza mesiánica. El término “dios” aplicado al rey puede entenderse como expresión poética de su dignidad sagrada o como una invocación directa a Dios en el contexto del verso. La unción con “óleo de alegría” indica que ha sido elegido por Dios entre muchos posibles candidatos, como ocurrió con David, y que recibe dones que benefician también al pueblo. El esplendor del rey incluye su entorno, como el palacio, el perfume, y la presencia destacada de la reina a su derecha, figura que puede representar a la reina madre o a la esposa del monarca. Esta visión gloriosa del rey y su corte contrasta con la humillación del salmo anterior y anticipa la figura ideal del Mesías. Por eso, las palabras del salmo son citadas en la carta a los Hebreos y aplicadas directamente a Jesucristo como el verdadero Hijo, cuyo trono y justicia no tienen fin.

#### A los versículos 11-18
El Salmo 45 presenta a la nueva esposa como figura central de la segunda parte del poema, invitándola a dejar su pasado y entregarse totalmente al rey, quien la ama y en quien encontrará su felicidad. La mención de Tiro podría aludir a Jezabel, esposa fenicia del rey Ajab, en cuyo caso las palabras del salmo invitarían a renunciar a los ídolos para abrazar la fe en el Dios de Israel; sin embargo, “hija de Tiro” puede referirse simplemente a la ciudad, como una forma poética. El texto refleja la importancia del rey tanto en su pueblo como entre naciones extranjeras, y la relevancia de su esposa se subraya con la presencia de su séquito y su rica vestimenta, símbolos de su dignidad. El salmista se dirige luego al rey con expresiones de alcance universal, que, aunque poéticas, reflejan la creencia de que la dinastía de Judá cumple una misión divina para toda la humanidad. La afirmación de que su nombre será recordado por todas las generaciones y que los pueblos le alabarán eternamente trasciende su contexto inmediato y apunta a un rey futuro y eterno, cumplimiento que la tradición cristiana reconoce en Jesucristo, el Mesías. A partir de la cita de este salmo en la Carta a los Hebreos, la Iglesia ha leído en la esposa una imagen tanto de la Iglesia como de la Virgen María, y ha interpretado la expresión “entra la princesa, toda hermosa” como una confirmación simbólica de la Asunción de María al cielo.

Plena hasta rebosar de tan grandes bienes, la Esposa, Madre del Esposo único, suave y agradable, llena de delicias, como una fuente de los jardines espirituales, como un pozo de agua viva y vivificante, que mana con fuerza del Líbano divino, desde el monte de Sión hasta las naciones extranjeras, hacía derivar ríos de paz y torrentes de gracia celestial. Por esto, cuando la Virgen de las vírgenes fue llevada al cielo por el que era su Dios y su Hijo, el Rey de reyes, en medio de la alegría y exultación de los ángeles y arcángeles y de la aclamación de todos los bienaventurados, entonces se cumplió la profecía del salmista, que decía al Señor: A tu derecha está la reina, adornada con oro de Ofir.

La liturgia de la Iglesia utiliza este salmo en la solemnidad de la Asunción de María y en otras festividades de la Virgen.

## Usos

### Judaísmo
En el Sidur Avodas Israel , el Salmo 45 se recita como Canción del día en Sabbat Chayei Sarah y Shabat Pekudei .
Este salmo se dice como una oración general por el fin del exilio y la llegada del Mesías del judaísmo.

### Nuevo Testamento

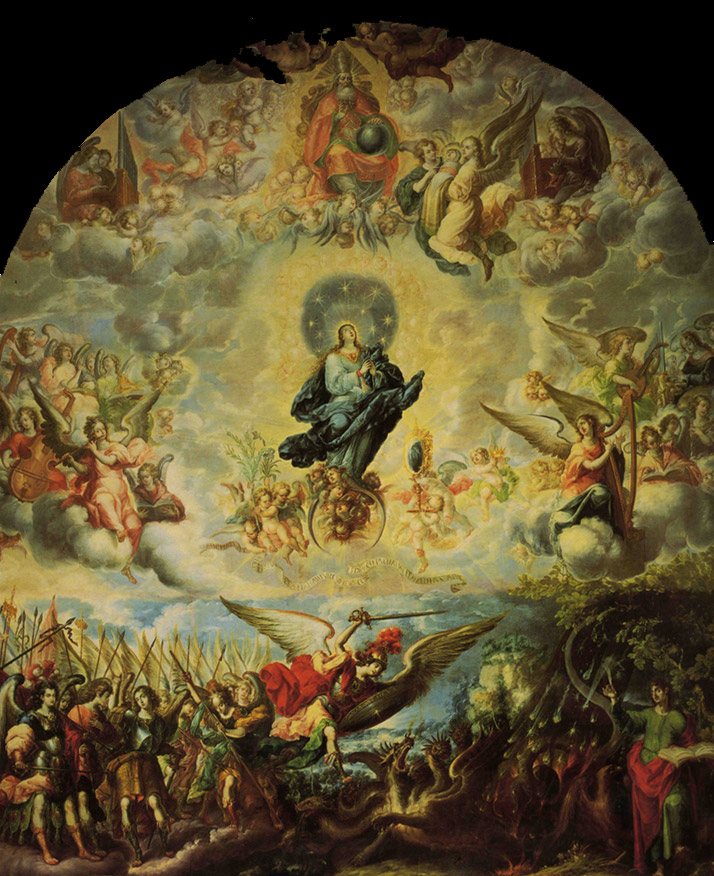
La Virgen María siendo coronada como la Reina del Cielo

Los versículos 6 y 7 se citan en la Epístola a los Hebreos 1: 8–9 .

### Iglesia católica
Desde principios de la Edad Media, los monasterios han realizado tradicionalmente este salmo durante la celebración de matins lundi, según la Regla de San Benito (530).  En los tiempos modernos, en la Liturgia de las Horas, el Salmo 45 se canta o recita, en dos partes, en las Vísperas del lunes de la segunda semana del ciclo cuatrimestral,  y en el oficio del mediodía. el sábado de la cuarta semana. Para facilitar la comprensión en la Liturgia de las horas cada salmo tiene un título en rojo (rúbrica) que no forma parte del salmo. El título del Salmo 45 es Las nupcias del Rey.

#### La reina enjoyada con oro de Ofir
En el versículo 9, se alude a una honorable mujer: la reina enjoyada con oro de Ofir la cual ha sido identificada por muchos años como la Virgen María, siendo la persona sentantada a la diestra del rey. La reina enjoyada con oro de Ofir es pues un personaje Bíblico del Antiguo Testamento.

### Lectura adicional
- Acuerdo de Brooke Lemmons (2007). Reinado Divino y Salmo 45 . ISBN 978-1-109-08292-0.